# Balaka (district)
Balaka is een district in de zuidelijke regio van Malawi. De hoofdstad van het district is Balaka. Het district heeft een oppervlakte van 2193 km² en heeft een inwoneraantal van 253.098.